# Alfred Zmeck
Alfred Zmeck (* 27. Februar 1899 in Wien; † 18. Dezember 1971 in Salzburg) war ein österreichisch-tschechoslowakischer Jurist und Richter am Volksgerichtshof in Berlin.
Im Ersten Weltkrieg diente er in der österreichischen Armee. Nach Kriegsende nahm er die Staatsbürgerschaft der Tschechoslowakei an. Nach dem Studium der Rechtswissenschaften in Prag ließ er sich als Anwalt nieder.
Politisch betätigte er sich von 1919 bis 1930 als Mitglied der Deutschen Nationalpartei. Am 1. November 1939 trat er in die NSDAP ein (Mitgliedsnummer 6.885.511) und wurde im selben Jahr in den deutschen Justizdienst übernommen. Am Dienstort Nürnberg war er ab dem 8. Januar 1941 Ermittlungsrichter am Volksgerichtshof und wurde dort am 1. November 1941 Hilfsrichter. Spätestens ab Herbst 1942 wirkte er bei der Abfassung von Todesurteilen als Richter am Volksgerichtshof mit.
Nach dem Ende des Zweiten Weltkriegs verurteilte ihn das außerordentliche Volksgericht in Budweis zu Zwangsarbeit für die Dauer von zwanzig Jahren. Während der Haftzeit wurde seine Familie entsprechend der damaligen Versorgungsbezüge gemäß Artikel 131 des Grundgesetzes für die Bundesrepublik Deutschland finanziell unterstützt.
Nachdem er im Jahre 1955 aus der Haft entlassen worden war, konnte auch er ein Übergangsgehalt beziehen. Als bekannt geworden war, dass er während seiner Tätigkeit am Volksgerichtshof an vielen Todesurteilen rechtswidrig mitgewirkt hatte, wurden ihm die Zahlung von Versorgungsbezügen am 18. Juli 1961 verweigert.
Alle Einsprüche gegen diesen Bescheid wurden mit dem Urteil (Az.: 242 III 65) des Bayerischen Verwaltungsgerichtshofes vom 28. April 1967 zurückgewiesen. Es gibt keine Hinweise, ob gegen Zmeck jemals in Deutschland strafrechtlich ermittelt wurde.
Zmeck starb im Alter von 72 Jahren und wurde auf dem Salzburger Kommunalfriedhof beigesetzt.